# Mistrzostwa Europy w Lekkoatletyce 1958 – bieg na 1500 m mężczyzn

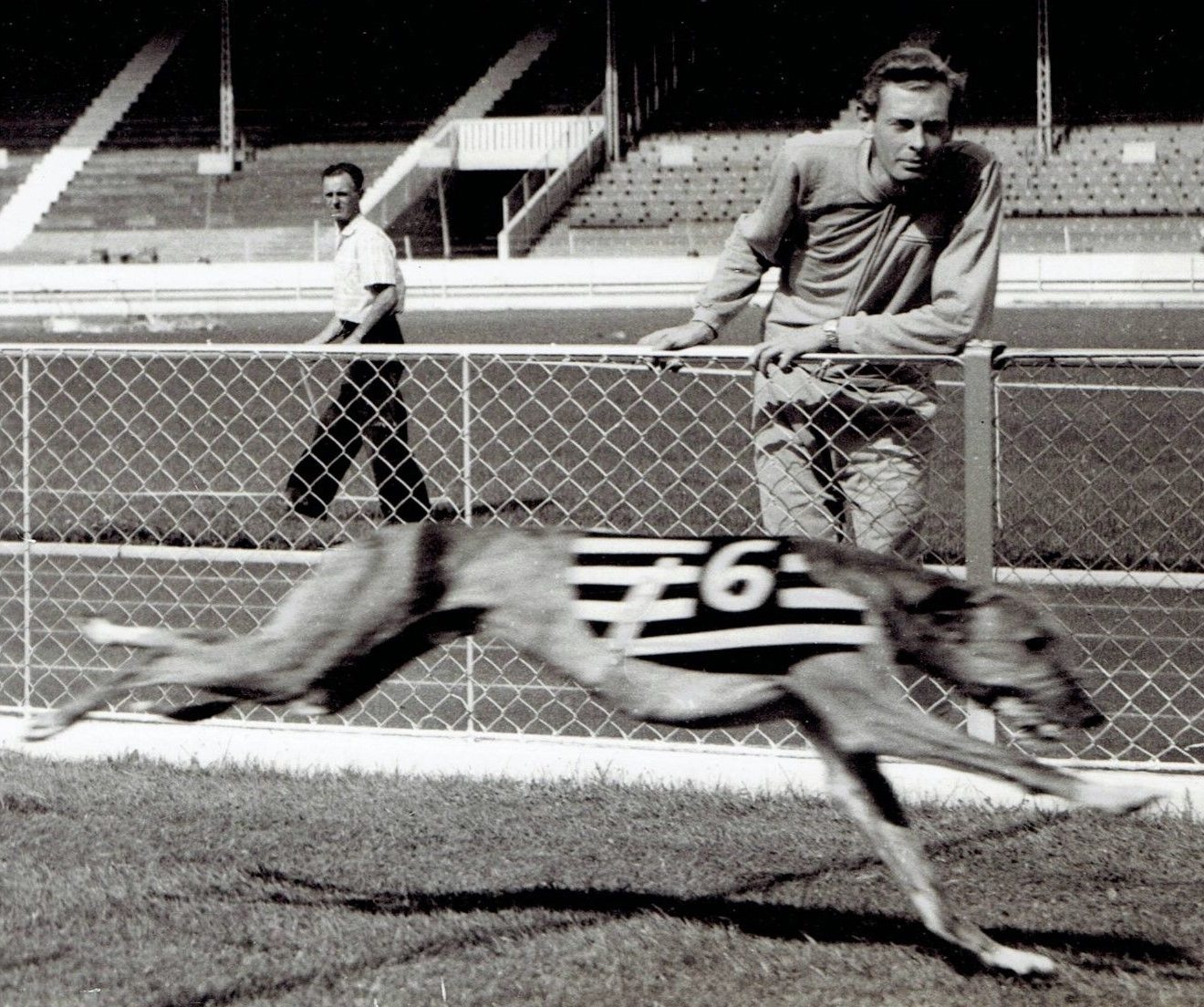
Brian Hewson

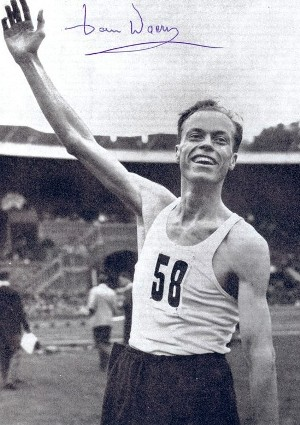
Dan Waern

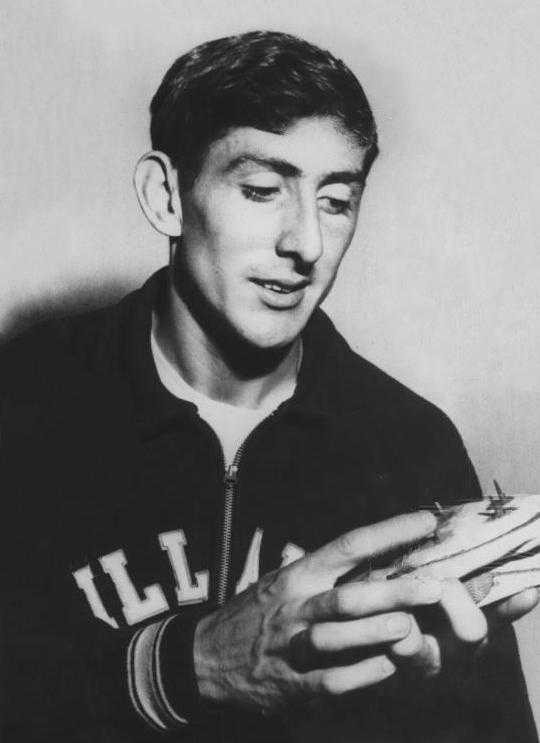
Ron Delany

Bieg na dystansie 1500 metrów mężczyzn był jedną z konkurencji rozgrywanych podczas VI Mistrzostw Europy w Sztokholmie. Biegi eliminacyjne zostały rozegrane 22 sierpnia, a bieg finałowy 24 sierpnia 1958 roku. Zwycięzcą tej konkurencji został reprezentant Wielkiej Brytanii Brian Hewson. W rywalizacji wzięło udział trzydziestu trzech zawodników z dwudziestu jeden reprezentacji.

## Rekordy
| Rekord świata     | Stanislav Jungwirth (CSK) | 3:38,1 | Stará Boleslav, Czechosłowacja | 12.07.1957 |
| Rekord Europy     | Stanislav Jungwirth (CSK) | 3:38,1 | Stará Boleslav, Czechosłowacja | 12.07.1957 |
| Rekord mistrzostw | Roger Bannister (GBR)     | 3:43,8 | Berno, Szwajcaria              | 29.08.1954 |

## Wyniki

### Eliminacje
Bieg 1
| Miejsce | Zawodnik           | Czas   | Uwagi |
| ------- | ------------------ | ------ | ----- |
| 1       | Olavi Vuorisalo    | 3:40,8 | Q, CR |
| 2       | Brian Hewson       | 3:41,1 | Q,    |
| 3       | István Rózsavölgyi | 3:41,5 | Q     |
| 4       | Arne Hamarsland    | 3:41,9 | NR    |
| 5       | Gianfranco Baraldi | 3:42,2 | NR    |
| 6       | Roger Verheuen     | 3:43,0 | NR    |
| 7       | Simo Važić         | 3:45,7 |       |
| 8       | Rudolf Klaban      | 3:48,2 |       |
| 9       | Cesáreo Marín      | 3:53,4 |       |

Bieg 2
| Miejsce | Zawodnik           | Czas   | Uwagi |
| ------- | ------------------ | ------ | ----- |
| 1       | Ron Delany         | 3:47,0 | Q     |
| 2       | Olavi Salsola      | 3:47,5 | Q     |
| 3       | Ulf-Bertil Lundh   | 3:47,8 | Q     |
| 4       | Joško Murat        | 3:48,2 |       |
| 5       | Klaus Richtzenhain | 3:49,0 |       |
| 6       | Ingvar Ericsson    | 3:49,1 |       |
| 7       | Alfred Langenus    | 3:52,5 |       |
| 8       | Ernst Kleiner      | 3:53,7 |       |

Bieg 3
| Miejsce | Zawodnik           | Czas   | Uwagi |
| ------- | ------------------ | ------ | ----- |
| 1       | Dan Waern          | 3:42,3 | Q     |
| 2       | Siegfried Herrmann | 3:42,5 | Q     |
| 3       | Lajos Kovács       | 3:43,0 | Q     |
| 4       | Stefan Lewandowski | 3:43,2 |       |
| 5       | Tomás Barris       | 3:44,5 | NR    |
| 6       | Michael Blagrove   | 3:45,2 |       |
| 7       | Alfredo Rizzo      | 3:50,5 |       |
| 8       | André Guilhaumon   | 3:50,6 |       |

Bieg 4
| Miejsce | Zawodnik                 | Czas   | Uwagi |
| ------- | ------------------------ | ------ | ----- |
| 1       | Stanislav Jungwirth      | 3:49,0 | Q     |
| 2       | Zbigniew Orywał          | 3:49,3 | Q     |
| 3       | Michel Jazy              | 3:49,5 | Q     |
| 4       | Ionas Pipyne             | 3:49,6 |       |
| 5       | Mijndert Blankenstein    | 3:50,2 |       |
| 6       | Dimitrios Konstantinidis | 3:50,5 |       |
| 7       | Svavar Markússon         | 3:51,4 |       |
| 8       | Muharrem Dalkılıç        | 3:52,6 |       |

### Finał
| Miejsce | Zawodnik            | Czas   |
| ------- | ------------------- | ------ |
| 1       | Brian Hewson        | 3:41,9 |
| 2       | Dan Waern           | 3:42,1 |
| 3       | Ron Delany          | 3:42,3 |
| 4       | István Rózsavölgyi  | 3:42,7 |
| 5       | Olavi Vuorisalo     | 3:42,8 |
| 6       | Siegfried Herrmann  | 3:43,4 |
| 7       | Zbigniew Orywał     | 3:43,7 |
| 8       | Stanislav Jungwirth | 3:44,4 |
| 9       | Ulf-Bertil Lundh    | 3:44,7 |
| 10      | Michel Jazy         | 3:45,4 |
| 11      | Lajos Kovács        | 3:51,6 |
| 12      | Olavi Salsola       | 3:53,9 |